# Sekie Agisa
Sekie Agisa est un homme politique papou-néo-guinéen.

## Biographie
Entré au Parlement national comme député du district de Fly-sud (dans la province de l'Ouest) aux élections législatives de 2017, il quitte le Parti travailliste populaire pour le Pangu Pati en cours de mandat. De juin 2019 à décembre 2020 il est l'adjoint au ministre des Affaires étrangères Patrick Pruaitch dans le gouvernement de James Marape. En décembre 2020, ce dernier le nomme ministre de l'Aviation civile. En 2020, Sekie Agisa devient par ailleurs le directeur d'une compagnie d'investisseurs dans son district de Fly-sud. Après les élections de 2022, remportées par James Marape et ses alliés, il devient ministre de l'Élevage, ministère créé à cette occasion en supplément au ministère de l'Agriculture confié à Aiye Tambua.